# ハイイロギツネ属
ハイイロギツネ属（ハイイロギツネぞく、Urocyon）は、食肉目イヌ科に含まれる属。

## 分布
アメリカ合衆国からコロンビアにかけて

## 分類
エクソンとイントロンの分子系統解析ではイヌ科の現生種では最も初期に分岐した原始的な分類群と推定されている。
以下の分類・英名はMSW3（Wozencraft, 2005）、和名は（増井, 1991）に従う。
- Urocyon cinereoargenteus ハイイロギツネ Gray fox
- Urocyon littoralis シマハイイロギツネ Island fox